# 貝斯沃特
貝斯沃特（英語：Bayswater）是倫敦的一個地區，位於倫敦市中心的西敏市和肯辛頓-切爾西皇家自治市。查令十字西北西約4公里處。貝斯沃特是倫敦最國際化的地區之一，許多不同國家和民族的人在這裡生活。